# Miersit
Miersit (Spencer 1898), chemický vzorec (Ag,Cu)I, je krychlový minerál.

## Morfologie
Tvoří hlavně tetraedrické krystalky, často s nevelkými plochami {001}, vzácně kubooktaedrický s rovnovážným vývojem ploch tvarů {001}, {111} a {-1.1.1}. Plochy {001} jsou rýhované paralelně s hranami ploch tetraedru. Kladné a záporné tetraedry nevykazují žádné rozdíly v jakosti ploch, také kůry a agregáty nezřetelně vyvinutých krystalů. Někdy patrné dvojčatění podle {111}. Na krystalech jsou známy tvary a {100}, o {111}, -o {-1.1.1}.

## Vlastnosti
- Fyzikální vlastnosti: Dokonale štěpný podle {110}, lom lasturnatý, je mírně křehký.
- Optické vlastnosti: Barva: bezbarvý, světle nebo kanárkově žlutý, vryp má kanárkově žlutý, lesk diamantový až jen smolný, průsvitný, drobné úlomky průhledné.

## Naleziště
Popsán z ložiska Broken Hill (New South Wales, Austrálie).